# Discografia de Gretchen
A discografia de Gretchen compreende 13 álbuns de estúdio, 7 colêtaneas, 16 compactos, 13 álbuns internacionais, 2 extended plays, 3 CDs promocionais e 161 singles digitais e promocionais em quase quarenta anos de carreira. Segundo a revista  Manchete os 5 primeiros álbuns de Gretchen e os três primeiros compactos venderam juntos mais de 5 milhões de cópias no Brasil.

## Álbuns
Referências

### Álbuns de estúdio
| Álbum                                              | Detalhes                                                                          | Vendas      | Certificações |
| -------------------------------------------------- | --------------------------------------------------------------------------------- | ----------- | ------------- |
| My Name Is Gretchen                                | - Lançamento: 1979 - Formatos: LP - Gravadora: Building Records/Copacabana Discos |             |               |
| You and Me                                         | - Lançamento: 1981 - Formatos: LP - Gravadora: Building Records/Copacabana Discos | - : 500.000 | - : Ouro      |
| Lonely                                             | - Lançamento: 1982 - Formatos: LP - Gravadora: Building Records/Copacabana Discos |             |               |
| Gretchen                                           | - Lançamento: 1983 - Formatos: LP - Gravadora: Building Records/Copacabana Discos |             |               |
| Latino Americana                                   | - Lançamento: 1987 - Formatos: LP - Gravadora: Copacabana                         |             |               |
| Gypsy                                              | - Lançamento: 1988 - Formatos: LP, CD - Gravadora: 3M                             |             |               |
| Cheiro & Chamego                                   | - Lançamento: 1991 - Formatos: CD - Gravadora: Musicolor                          |             |               |
| Vem Me Ver                                         | - Lançamento: 1993 - Formatos: CD - Gravadora: Line Records                       |             |               |
| Sexy Charme Dance                                  | - Lançamento: 1995 - Formatos: CD - Gravadora: RGE                                |             |               |
| Jesus Dance                                        | - Lançamento: 1996 - Formatos: CD - Gravadora: Koinonia                           |             |               |
| A Nova Gretchen: Cantando E Vivendo Para Jesus     | - Lançamento: 1997 - Formatos: CD - Gravadora: Koinonia                           |             |               |
| La Pasión                                          | - Lançamento: 2001 - Formatos: CD, download digital - Gravadora: Zen Record       |             |               |
| Me Deixa Louca                                     | - Lançamento: 2001 - Formatos: CD, download digital - Gravadora: Polymusic        |             |               |
| De Conga a Coração: Gretchen canta Dorgival Dantas | - Lançamento: 2009 - Formatos: CD, download digital - Gravadora: Nova Produções   |             |               |

### Álbuns de compilação
| Álbum                         | Detalhes                                                                                           |
| ----------------------------- | -------------------------------------------------------------------------------------------------- |
| Seleção de Ouro - 20 Sucessos | - Lançamento: 1998 - Formatos: CD - Gravadora: EMI                                                 |
| Gretchen - 25 Anos de Sucesso | - Lançamento: 2003 - Formatos: CD, download digital - Gravadora: EMI                               |
| Charme, Talento e Gostosura   | - Lançamento: 2011 - Formatos: CD, download digital - Gravadora: Copacabana Discos/EMI             |
| The Queen                     | - Lançamento: 24 de novembro de 2017 - Formatos: CD, download digital - Gravadora: Universal Music |

### Álbuns internacionais
| Álbum                 | Detalhes                                                                               |
| --------------------- | -------------------------------------------------------------------------------------- |
| Freak Le Boom Boom    | - Lançamento: 1979 - Formatos: LP - Gravadora: França Disques Vogue                    |
| My Name Is Gretchen   | - Lançamento: 1979 - Formatos: LP - Gravadora: Grécia Veran Records                    |
| My Name Is Gretchen   | - Lançamento: 1980 - Formatos: LP - Gravadora: Itália G & G RECORDS                    |
| Mi Nombre Es Gretchen | - Lançamento: 1980 - Formatos: LP - Gravadora: Espanha Carnaby                         |
| Conga Conga conga     | - Lançamento: 1981 - Formatos: LP - Gravadora: Espanha Carnaby Records                 |
| Soy La Mujer          | - Lançamento: 1982 - Formatos: LP - Gravadora: Interdisc Argentina                     |
| Disco Show            | - Lançamento: 1982 - Formatos: LP - Gravadora: Interdisc Argentina                     |
| Gretchen              | - Lançamento: 1983 - Formatos: LP - Gravadora: Interdisc Argentina                     |
| Gretchen Super Sexy   | - Lançamento: 1984 - Formatos: LP - Gravadora: Interdisc Argentina                     |
| Latino Americana      | - Lançamento: 1987 - Formatos: LP - Gravadora: Venezuela                               |
| Heavybreathing Vol.4  | - Lançamento: 2007 - Formatos: CD, download digital - Gravadora: Alemanha Label Normal |

## Compactos
| Álbum                                | Detalhes                                                                                | Vendas      | Certificações |
| ------------------------------------ | --------------------------------------------------------------------------------------- | ----------- | ------------- |
| Dance with Me                        | - Lançamento: 1979 - Formatos: Compacto - Gravadora: Building Records/Copacabana Discos | - : 300.000 | - : Ouro      |
| Fera                                 | - Lançamento: 1979 - Formatos: Compacto - Gravadora: Building Records/Copacabana Discos |             |               |
| Freak Le Boom Boom                   | - Lançamento: 1979 - Formatos: Compacto - Gravadora: Building Records/Copacabana Discos | - : 500.000 | - : Ouro      |
| 1-2-3 (One-Two-Three)                | - Lançamento: 1980 - Formatos: Compacto - Gravadora: Building Records/Copacabana Discos |             |               |
| Conga Conga Conga                    | - Lançamento: 1981 - Formatos: Compacto - Gravadora: Building Records/Copacabana Discos | - : 500.000 | - : Ouro      |
| Give Me Love                         | - Lançamento: 1981 - Formatos: Compacto - Gravadora: Building Records/Copacabana Discos |             |               |
| My Name Is Gretchen/Quiero ser libre | - Lançamento: 1981 - Formatos: Compacto - Gravadora: Building Records/Copacabana Discos |             |               |
| Melô do Piripipi                     | - Lançamento: 1982 - Formatos: Compacto - Gravadora: Building Records/Copacabana Discos | - : 500.000 | - : Ouro      |
| Mambo Mambo Mambo                    | - Lançamento: 1982 - Formatos: Compacto - Gravadora: Building Records/Copacabana Discos |             |               |
| Allah La Ô, My Love                  | - Lançamento: 1982 - Formatos: Compacto - Gravadora: Building Records/Copacabana Discos |             |               |
| Gretchen e Os Três Patinhos          | - Lançamento: 1982 - Formatos: CD - Gravadora: Building Records/Copacabana Discos       |             |               |
| Melô do Xique Xique                  | - Lançamento: 1983 - Formatos: Compacto - Gravadora: Building Records/Copacabana Discos |             |               |
| Melô do Pata Pata                    | - Lançamento: 1984 - Formatos: Compacto - Gravadora: Building Records/Copacabana Discos |             |               |
| Bate Bate Coração                    | - Lançamento: 1984 - Formatos: Compacto - Gravadora: Building Records/Copacabana Discos |             |               |
| Hula Hula Ba Ba Yê                   | - Lançamento: 1985 - Formatos: Compacto - Gravadora: Copacabana                         |             |               |
| Le Bal Masqué                        | - Lançamento: 1985 - Formatos: Compacto - Gravadora: Copacabana                         |             |               |

## Singles
- 2020: Sigue El Ritmo featuring Eri Ramo & Esdras de Souza
- 2019: Rainha Do Piripiri com Viviane Batidão
- 2019: O Amor Não Tem Idade com Makay
- 2019: Rebola Na Boa com Francinne
- 2019: Bien Buena featuring Eri Ramo
- 2019: "Suda Suda" - Luciana Abreu com Gretchen[8]
- 2018: "Bumbum Gourmet" - J Brasil, Gretchen
- 2018: Chacoalha
- 2017: Falsa Fada
- 2017: Havana (Portuguese Version)
- 2017: Swish Swish (Portuguese Version)
- 2018: "Havana" (Remix) - Camila Cabello, Gretchen ft. Young Thug
- 2016: Usurpadora
- 2016: Gretchen Dubstep
- 2016: Te Quiero Besar
- 2015: Lento
- 2015: Rainha do Bumbum  (com DJ Rody)
- 2014: Freak le Boom Boom (Positronic! Remix)
- 2013: Hulla Hulla
- 2013: Justify My Love
- 2012: Dança Kuduro
- 2012: The Lazy Song
- 2012: So Let Your Body Rock
- 2012: Plastic Lover (com 1e99)
- 2012: I'm Cool (com 1e99)
- 2012: Conga Boss In Drama Remix
- 2010: Fio Dental
- 2010: Sonho Acordado
- 2010: Pintura Íntima
- 2010: Mordida De Amor (Love Bites)
- 2010: Bola Que Embola
- 2010: Maracutaia (I'm Yours)
- 2009: Eu Digo Stop!
- 2009: Final De Semana
- 2009: Quero Te Amar
- 2009: Você Não Vale Nada
- 2009: Mexe, Remexe
- 2009: Eu Só Quero Te Amar
- 2009: Por Que? (Acho Que Estou Gostando De Você)
- 2009: Primeiro Passo
- 2008: Tutaminando
- 2008: Kisses Baby Hula-la
- 2008: Marinheira Pachará
- 2008: O Mito
- 2008: Piranga
- 2008: Vó Gina
- 2008: Tutatinamonga
- 2007: Mito Dourado
- 2007: Eu Quero É Você
- 2007: Muxada
- 2007: Põe Ae
- 2007: Disco Show
- 2007: Mito Mitado
- 2006: Sereia A-Bê-Mar
- 2006: Linda E Toda Sua
- 2006: Pra Você
- 2006: Sonhando Acordada
- 2006: Tá Afim De Hã (Mas Comigo Hã, Hã)
- 2004: Salgadinha
- 2004: Muribeca Assada
- 2004: 'Querendo Te Quiero Want (Those Days)
- 2004: Lábios
- 2004: Relaxa (Don't Stop The Game)
- 2002: É Pra Dançar
- 2002: Como Posso Esquecer
- 2001: Tá Bom Demais
- 2001: Requebra
- 2001: Vamos Fazer Tchi, Tchi
- 2001: Me Deixa Louca
- 2000: Voulez Vous, Voulez Vous
- 2000: Love to Love Baby
- 2000: Ok! DJ
- 2000: Dança do Umbigo
- 2000: Baby, Baby
- 2000: Mambo Venga
- 2000: Mira Que Mina Manera
- 2000: Could It Be Magic
- 2000: Cunhé, Cunhé
- 2000: La Pasión
- 1999: Amor Canibal
- 1999: Peri Selvagem
- 1999: Me Tira Daqui
- 1999: Tentação Animal
- 1999: Louca E Selvagem
- 1999: Louca Tentação
- 1998: Anjos De Deus
- 1998: Meu Prazer
- 1997: Jesus Pode Entrar
- 1997: Dom De Deus
- 1997: Livre E Feliz
- 1996: Maravilhoso
- 1996: Reino De Deus
- 1996: Tribo De Judá
- 1996: Amo
- 1996: Com Alegria e Adoração
- 1996: Não Há Barreiras
- 1996: Jeová Jire
- 1996: Jesus É Rei
- 1996: Quero Ter Você
- 1995: Oh Carol!
- 1995: Não Vou Deixar de Amar (I Can't Stop Loving You)
- 1995: Coisas Do Meu Coração (For All We Know)
- 1995: Feelings
- 1995: The Summer Is Magic
- 1995: Tempos de Prazer (Sweet Dreams)
- 1995: Baby Não Dá (Lady Don't Cry)
- 1994: Arte Final
- 1994: La Salsa
- 1994: Sha, Na, Na
- 1993: Não Há Sede Que Resista
- 1993: Voulez Fouche [Frisson]
- 1993: Vem Me Ver
- 1993: Porompompero
- 1992: Soy La Mujer
- 1991: Luar de Amor
- 1991: Tô Que Tô
- 1991: Siboney (Siboney)
- 1991: Bailarina (The Boxer)
- 1990: Xamegando
- 1990: Cheiro & Chamego
- 1989: Shaking My Body
- 1989: Diamante Mujer
- 1989: Give It Up In Vain
- 1989: Pillow Talk
- 1988: Colombiar
- 1988: Monster Party
- 1988: Those Were The Days
- 1988: Gypsy (Czardas)
- 1987: Comment Ça Va
- 1987: I Was Born To Love You
- 1987: Love is Love
- 1987: Do Bidu Dam Dam
- 1987: Sueño Tropical
- 1987: Je T'aime Moi Non Plus
- 1987: Do You Like Boom Boom?
- 1987: Latino Americana (Soy Fuego)
- 1985: Wild Tiger
- 1985: Body Baby
- 1985: Teach Me A Tiger
- 1985: Le Bal Masque
- 1985: Hula Hula Ba Ba Yê
- 1983: Melô do Xique Xique
- 1984: Bate Bate Coração
- 1983: Veneno
- 1983: Coochie-Coochie
- 1983: Aerobic (Ginástica)
- 1983: Ela Tem Raça, Charme, Talento e Gostosura
- 1983: Chá Chá Chá Boom Boom
- 1983: Baby
- 1983: Give Me Your Love
- 1983: Melô do Pata Pata (Aie So Mama Ie Pata Pata)
- 1982: Allah-la-ô My Love
- 1982: Bumbum No Chão
- 1982: Gretchen E Os Três Patinhos (EP)
- 1982: Disco Show Medley
- 1982: It's All Right
- 1982: Y Te Amare
- 1982: My Man of Love
- 1982: Mambo Mambo Mambo
- 1982: Melô do Piripipi (Je Suis La Femme)
- 1981: Climax In The Space
- 1981: Carmem Miranda
- 1981: Do You Wanna Love?
- 1981: Quiero Ser Libre
- 1981: You And Me
- 1981: Give Me Love
- 1981: Conga Conga Conga
- 1979: Outra Vez Mulher
- 1979: My Name is Gretchen (Sex Star)
- 1979: Lock'n Roller
- 1979: I Love You Je T'aime
- 1979: Boggie Boggie
- 1979: 1,2,3 (One Two Three)
- 1979: Me Gusta El Cha-Cha-Cha
- 1979: Freak Le Boom Boom
- 1978: Dance With Me

## Clipes
A lista abaixo são dos clipes gravados por Gretchen disponíveis na internet e não está completa.
- 1979: Dance With Me (Clipe gravado para o quadro Trapa Clipe com Os Trapalhões)
- 1983: Melô Do Pata Pata (Clipe gravado para o quadro Trapa Clipe com Os Trapalhões)
- 1983: Give Me Your Love
- 1983: Ela Tem Raça, Charme, Talento e Gostosura
- 1987: Do You Like Boom Boom?
- 1987: Love Is Love
- 1993: Porompompero
- 2002: Como Posso Esquecer
- 2006: Conga, Conga, Conga
- 2006: Conga, Conga, Conga(Versão 2)
- 2006: Conga, Conga, Conga(Versão 3)
- 2006: Sonho Acordada
- 2009: Por Que? (Acho Que Estou Gostando De Você)
- 2012: I'm Cool com 1e99
- 2012: Plastic Lover com 1e99
- 2012: So Let Your Body Rock com 1e99
- 2013: Justify My Love
- 2013: Hulla Hulla
- 2015: Rainha do Bumbum  com DJ Rody
- 2015: Lento
- 2016: Te Quiero Besar
- 2016: Gretchen Dubstep
- 2016: Usurpadora
- 2017: Swish Swish com Katy Perry
- 2017: Falsa Fada
- 2017: Havana
- 2018: Chacoalha
- 2018: "Bumbum Gourmet" - J Brasil, Gretchen
- 2019: "Suda Suda"
- 2019: Bien Buena featuring Eri Ramo
- 2019: Rebola Na Boa com Francinne
- 2019: Rainha Do Piripiri com Víviane Batidão
- 2019: O Amor Não Tem Idade com Makay
- 2020: Sigue El Ritmo featuring Eri Ramo & Esdras de Souza

## Participações em álbuns/coletâneas
- 1978: As Melindrosas
- 1982: Elas por Elas
- 1983: Bar Esperança
- 1984: Pirlimpimpim II
- 1986: No Mundo da Criança
- 1999: A Discoteca do Chacrinha
- 2006: Banda Anjosex
- 2007: Ploc 80 Vol. 2